# 卡德加·普拉萨德·夏尔马·奥利
卡德加·普拉萨德·夏尔马·奥利（1952年2月22日—）是尼泊尔的一名共产主义政治家，屬巴洪種姓。2014年7月，他成为尼泊尔共产党（联合马列）主席。2015年10月11日，在本党及尼泊尔联合共产党（毛主义）、尼泊尔民族民主党等党派的支持下，他战胜苏希尔·柯伊拉腊，当选为尼泊尔总理。2018年2月15日，再度出任尼泊爾總理。2024年7月15日，第三次出任尼泊爾總理。